# Namsskogan
Namsskogan é uma comuna da Noruega, com 1 416 km² de área e 958 habitantes (censo de 2004).         